# 大橋瞳
大橋 瞳（おおはし ひとみ、1962年7月1日 - ）は、アメリカ合衆国のAV監督、実業家。本名、大橋 ひとみ（おおはし ひとみ）。大阪府南河内郡千早赤阪村出身。
海外配信のジャポルノ（無修正AV）黎明期に革新的なスタイルで作品を発表しジャポルノ黄金期を築き上げた。
妻は80年代を代表するAV女優の早見瞳。別名ヒトミ・リー（Hitomi Lee）。

## 略歴
国立詫間電波工業高等専門学校（現在は香川高等専門学校詫間キャンパス）卒業。
AV女優、早見瞳と結婚後米国に渡りポルノ女優派遣会社を設立する。
その後米国では初となる日本向けポルノ審査団体HOC(Hitomi Office Company)を立ち上げ最高経営責任者に就任、現在に至る。
女性ならではの繊細な感覚でAV監督としても腕を振るい、その監督作品は「瞳マジック」と呼ばれ絶大な支持を得ている。
- 大橋 ひとみ名で大阪府大阪市阿倍野区に日本事務所を抱え、日本人モデルの発掘、育成や著作権侵害の摘発等、精力的に活動している。

## 性分化疾患
18歳の時に性分化疾患（半陰陽）と診断されるが、自らの性は男であると考えていた。
女性化する身体に耐え切れず、30代半ばから女性として生きる事を決意し戸籍を女性に変更する。
性分化疾患（DSD、インターセックス）である事を公表し、DSDの子供達が何も知らずに手術を受けさせられている現実を批判し続ける。
その努力もあり、2015年には「本人の同意無しに行われる性器手術は人権侵害である。」と国連が発表するに至たる。
身体の構造の違いを理由に「男女の分類」を問うのはDSDの方々にとっての人権侵害である、私達は普通の人間である、と主張し米国全土で講演会を開いている。

## 主な監督作品
レーベル
- キャットウォーク
- スーパーモデルメディア
- HEYZO
- ラフォーレ ガール
- スタジオテリヤキ
- ステージ 2 メディア
- ムゲンエンターテンメント
- メルシーボークー
- ピンク シャンパン
- CATCHEYE
- クリマックス ジパング
- サムライポルノ
- スカイハイエンターテインメント
- レッドホットコレクション
- ルチャリブレ
- JAV 1 モデル
- エンパイア
- SASUKE
- 小天狗
- 神風
- マイコ ピクチャーズ
- MIKADO
- ピンクパンチャー
- トラトラトラ
- ワンピース
- Queen 8
- TOKIO
- ホットクリーム
- オリエンタルドリーム
- スタジオヘキ
- ファンタドリーム
- KOKESHI
- ツバキハウス
- アジアンアイズ
- 五右衛門
- J スポット
- MANDALA
- YUZU